# Titre 18 du Code des États-Unis
 (mars 2020).
Le contenu est difficilement compréhensible vu les erreurs de traduction, qui sont peut-être dues à l'utilisation d'un logiciel de traduction automatique.
Le titre 18 du Code des États-Unis est un titre de loi américaine concernant les crimes fédéraux et la procédure pénale.

## Les parties
Le titre consiste en cinq parties.

### La partie I
Le chapitre 1 de la partie I consiste en les dispositions générales, dont des définitions de termes juridiques; après lesquelles, la partie I énumére, par ordre alphabétique, des crimes, commençant par les crimes concernant l'aéronef (en anglais, aircraft) et les véhicules motorisés, dans le chapitre 2, et finissant par les crimes concernant les écoutes téléphoniques (en anglais, wiretapping) et les délits similaires, dans les chapitres 119-123.
De nombre des crimes n'est pas trouvé dans le titre 18; par exemple, des dispositions concernant les crimes fédéraux de drogues paraissent dans le titre 21 et des dispositions concernant les crimes fédéraux de fusils paraissent dans le titre 26.

### La partie II
La partie II concerne la procédure pénale, dont les règles concernant les mandats d'arrêt, le droit d'être jugé promptement, l'extradition, les dispositions pour la peine de mort, entre autres.
Une disposition citée très fréquemment est le 18 U.S. Code § 3553, qui inclut la disposition de parcimonie,, : «La cour doit imposer une condamnation suffisant, mais non plus sévère que nécessaire, pour obtempérer les buts» de condamnation, ce qui incluent la vengeance justement, la dissuasion de conduite criminelle, la neutralisation du défendeur, et la réhabilitation. Le 18 U.S. Code § 3582 prévoit que le tribunal, en faisant la condamnation, doit reconnaître que l'emprisonnement n'est pas un moyen approprié de promouvoir la correction et la réhabilitation.

### La partie III
La partie III concerne les prisons et les prisonniers, par exemple, les règles concernant le Bureau fédéral des prisons et l'hospitalisation sans consentement des délinquants trouvés non coupables par raison de troubles mentaux.